# Christiane Wartenberg

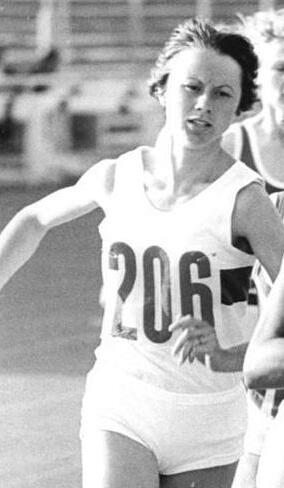
Wartenberg wird beim Klubpokal 1979 Zweite über 800 Meter

Christiane Wartenberg (geborene Stoll; * 27. Oktober 1956 in Prenzlau) ist eine deutsche Leichtathletin. Sie gewann bei den Olympischen Sommerspielen 1980 in Moskau für die DDR die Silbermedaille im 1500-Meter-Lauf. Ihre Zeit von 3:57,71 min war DDR-Rekord und gültiger deutscher Rekord (Stand: August 2022). Sie startete für den SC Neubrandenburg (Trainer Walter Gladrow) und ab 1976 für den SC Chemie Halle (Trainer Bernd Lansky).
Sie hatte bei einer Größe von 1,70 m ein Wettkampfgewicht von 53 kg.
1980 wurde Christiane Wartenberg mit dem Vaterländischen Verdienstorden in Bronze ausgezeichnet.

## Weitere Erfolge
- 1975 Fünfte bei den Halleneuropameisterschaften in Katowice
- 1976 Teilnahme an den Olympischen Sommerspielen 1976 in Montreal: im 1500-Meter-Zwischenlauf ausgeschieden
- 1979 Weltcup-Erste im 1500-Meter-Lauf in Montreal
- 1983 Teilnahme an den Weltmeisterschaften in Helsinki: im 1500-Meter-Vorlauf ausgeschieden

## Weitere Lebensdaten
Mit dem Leistungstraining begann sie 1970 auf der Kinder- und Jugendsportschule Neubrandenburg. Bis 1973 war sie auch auf der 800-Meter-Strecke erfolgreich (DDR-Juniorenmeister). 1977 heiratete sie Frank Wartenberg (Bronzemedaille im Weitsprung bei den Olympischen Spielen 1976 in Montreal). 1981 bekam sie eine Tochter (Anne). Nach Ende ihrer Sportlerlaufbahn studierte Christiane Wartenberg Sportwissenschaften und war als Kreissportlehrerin in Wittenberg tätig. 1986 brachte sie Zwillinge zur Welt, zwei Mädchen (Jennifer und Janine). Später wurde sie Leiterin einer Kinder- und Jugendeinrichtung in Wittenberg.
Mittlerweile arbeitet sie als Sozialarbeiterin im Allgemeinen Sozialen Dienst (Jugendamt) in der Lutherstadt Wittenberg.